# Ил Ђардино (Пистоја)
Ил Ђардино је насеље у Италији у округу Пистоја, региону Тоскана.
Према процени из 2011. у насељу је живело 42 становника. Насеље се налази на надморској висини од 537 м.